# Alucita coffeina
Alucita coffeina är en fjärilsart som beskrevs av Pierre E.L. Viette 1958. Alucita coffeina ingår i släktet Alucita och familjen mångfliksmott, (Alucitidae). Inga underarter finns listade i Catalogue of Life.